# Oecologia (журнал)
Oecologia — міжнародний науковий журнал, присвячений проблемам екології. Заснований в 1968 році.
Рівень цитування журналу (Імпакт-фактор): 3,129 (2008), що ставить його на № 31 з 124 у категорії «Ecology».
За підсумками 10 років (1998–2008) за рівнем цитування (Імпакт-фактор, Science Citation Index) входить до двадцятки найвпливовіших журналів у світі в категорії екологія (з тих 168, що враховуються і понад 300 наявних у цій галузі).
У 2011 році вийшов 165-й том.

## Тематика
- фізіологічна екологія
- поведінкова екологія
- популяційна екологія
- взаємодії рослин і тварин
- екологія біоценозів
- екосистемна екологія
- екологія глобальних змін
- екологія охорони природи

## Ресурси Інтернету
- Сайт журналу на springerlink.com
- Oecologia
- Springer Science+Business Media [Архівовано 23 січня 2013 у Wayback Machine.]
- SpringerLink.com [Архівовано 22 січня 2012 у Wayback Machine.]

## Виноски
1. ↑  The ISSN portal — Paris: ISSN International Centre, 2005. — ISSN 0029-8549
2. ↑  2009 — Journal Ranking in Ecology and Environmental Sciences, 1998–2008 — ScienceWatch.com. Архів оригіналу за 13 березня 2012. Процитовано 12 серпня 2015.